# Ivory (Omar Apollo)
Ivory è il primo album in studio del cantante messicano-statunitense Omar Apollo, pubblicato l'8 aprile 2022 su etichetta discografica Warner Records.
Il 12 agosto 2022 è uscita la versione deluxe del disco intitolata Ivory (Marfil), con l'aggiunta di cinque nuove tracce. L'album contiene inoltre il brano Evergreen (You Didn't Deserve Me at All), divenuto il primo singolo radiofonico dell'artista nonché il suo primo ingresso nella Billboard Hot 100 statunitense.

## Accoglienza
| Recensione    | Giudizio |
| ------------- | -------- |
| AllMusic      |          |
| Clash         | 8/10     |
| DIY           |          |
| Dork          |          |
| NME           |          |
| Pitchfork     | 7,6/10   |
| Riff Magazine | 8/10     |
| Rolling Stone |          |
| The Guardian  |          |

Ivory ha ottenuto recensioni perlopiù positive da parte dei critici musicali. Su Metacritic, sito che assegna un punteggio normalizzato su 100 in base a critiche selezionate, l'album ha ottenuto un punteggio medio di 79 basato su sette recensioni.

## Tracce
Testi e musiche di Omar Velasco, eccetto dove indicato.
1. Ivory – 0:45
2. Talk – 2:37
3. No Good Reason – 1:48
4. Invincible (feat. Daniel Caesar) – 3:36 (Omar Velasco, Daniel Caesar, Sean Leon)
5. Endlessly Interlude – 0:34
6. Killing Me – 2:45
7. Go Away – 3:27
8. Waiting on You – 2:31
9. Petrified – 3:17
10. Personally – 3:31
11. En El Olvido – 2:26
12. Tamagotchi – 2:48 (Omar Velasco, Maria Alejandra Osorio, Najai Washington)
13. Can't Get Over You – 1:02
14. Evergreen (You Didn't Deserve Me at All) – 3:36
15. Bad Life (feat. Kali Uchis) – 3:17
16. Mr. Neighbour – 2:46

Ivory (Marfil)
1. Endlessly – 2:34
2. Highlight – 2:33 (Omar Velasco, Manuel Lara)
3. Archetype – 2:49
4. Saving All My Love – 1:15
5. Pretty Boy – 3:10

## Classifiche
| Classifica (2023) | Posizione massima |
| ----------------- | ----------------- |
| Stati Uniti       | 74                |